# 林助之進
林 助之進（はやし すけのしん、1855年 - 没年不明）は、日本の商人（大助商店、荒物商）、山口県多額納税者。

## 人物
山口県人・林平四郎の養兄。1878年、分かれて一家を創立する。荒物商を営み、「大助商店」と称する。豪商であり、山口県多額納税者である。住所は山口県下関市東南部町（現・南部町）。

## 家族・親族
林家
- 養子・一郎（1878年 - ?、山口士族、原田惣一の弟）[1][6]
  - 同妻・ナヲ（1886年 - ?、山口、八木七五郎の三女）[1][6]
  - 同二男・保忠[1]（1917年 - ?、荒物商[7]）
- 養孫[1][6]
- 孫[1][6]
- 曽孫[1][6]

親戚
- 林平四郎（山口県多額納税者、大津屋本店、春帆楼、生蝋醤油醸造業並料理旅館業、衆議院議員、貴族院議員）